# Giuramento di Pontida

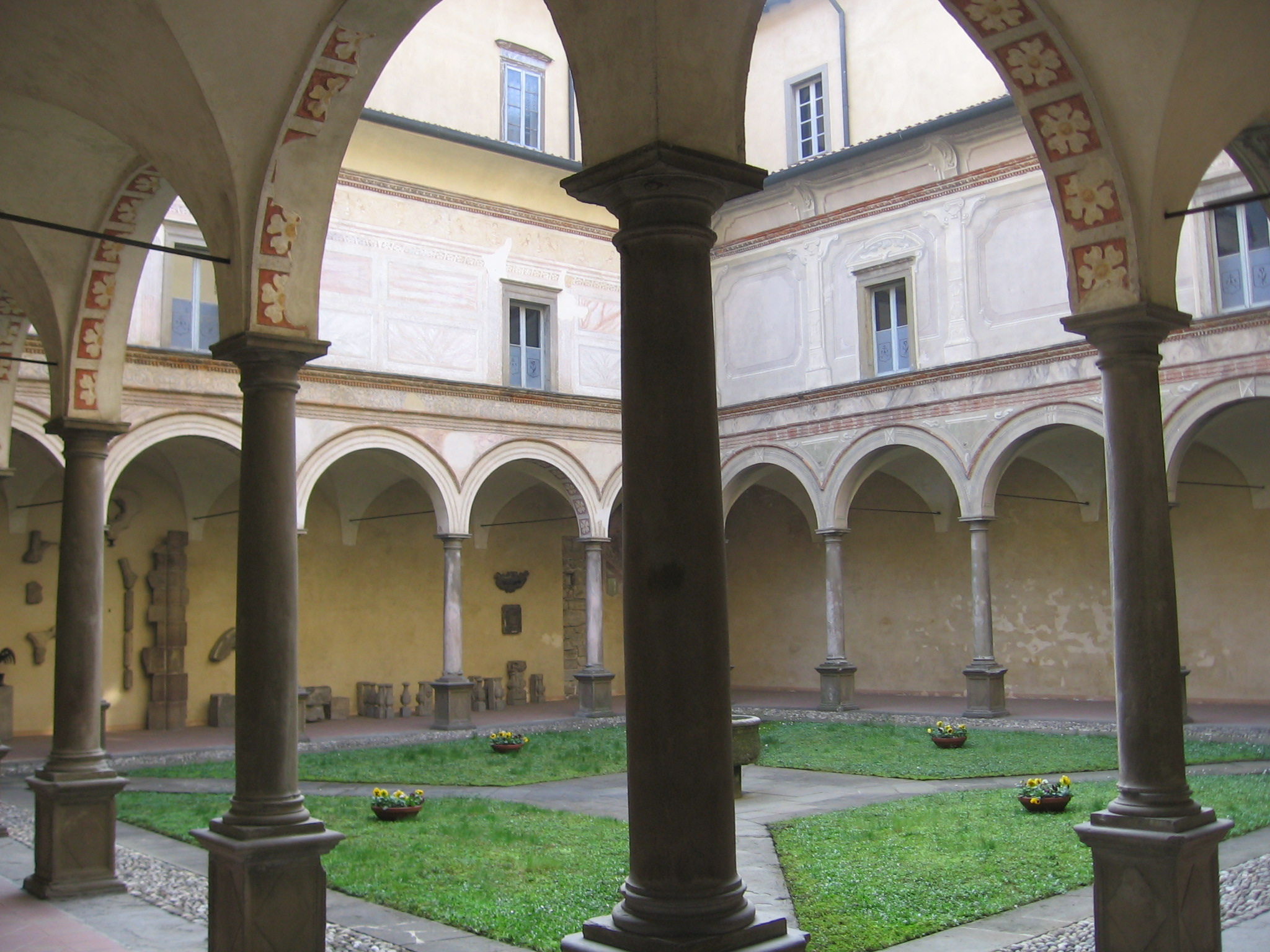
Il chiostro dell'abbazia di Pontida. Il complesso monastico, che è dedicato a san Giacomo Maggiore, è il luogo dove sarebbe stato celebrato, secondo la tradizione, il giuramento di Pontida

Il giuramento di Pontida, secondo la tradizione, sarebbe stata una cerimonia che avrebbe sancito il 7 aprile 1167, nell'abbazia di Pontida, vicino a Bergamo, la nascita della Lega Lombarda, ovvero di un'alleanza militare tra i comuni di Milano, Lodi, Ferrara, Piacenza e Parma finalizzata alla lotta armata contro il Sacro Romano Impero di Federico Barbarossa. Il giuramento di Pontida non compare sui documenti dell'epoca, essendo citato per la prima volta nel 1505, quindi tre secoli e mezzo dopo la data tradizionale del 7 aprile 1167.

## Storia

### Le fonti dell'epoca

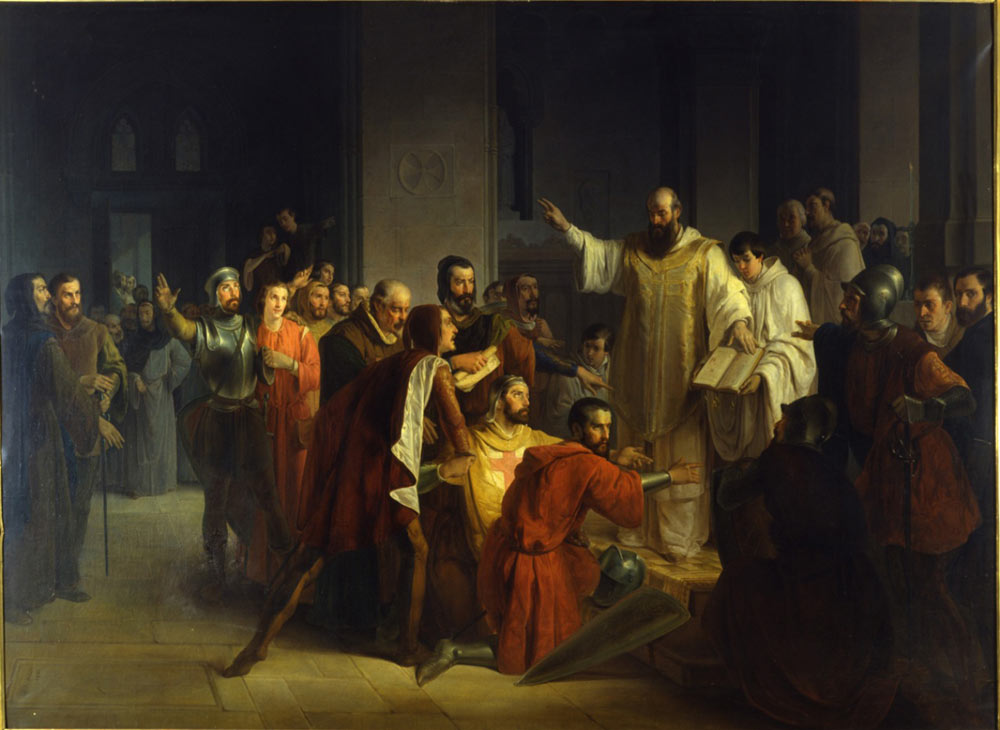
Il giuramento di Pontida in un dipinto del 1851 di Giuseppe Mazza

L'evento è messo in dubbio dagli storici, dato che nelle cronache dell'epoca redatte tra il 1152 e il 1189, non è citato nessun giuramento di Pontida. La sua prima menzione è infatti tardiva, dato che compare su un documento del 1505.
Sulle fonti dell'epoca è comunque citato il fatto che i comuni della Lega Lombarda avessero sottoscritto dei patti per contrastare l'egemonia del Barbarossa aiutandosi vicendevolmente. La maggior parte di questi scritti, però, argomentano l'avvenimento in modo piuttosto vago, senza descriverne i particolari: non vengono infatti menzionati né le località, né le date precise della sottoscrizione dei patti. Sulla Cronaca Piacentina, riguardo all'accordo raggiunto per la riedificazione di Milano, possiamo leggere:
(Cronaca Piacentina)
Le fonti storiche dell'epoca più precise raccontano almeno di tre giuramenti tra i comuni della Lega Lombarda: il primo, sottoscritto tra la fine di febbraio e l'inizio di marzo del 1167 tra Bergamo, Brescia, Cremona e Mantova e conosciuto come "giuramento dei Bergamaschi"; il secondo, firmato anche da Milano nel marzo del 1167, che si unì alle quattro città del giuramento appena accennato; il terzo, sottoscritto anche da Lodi nel maggio dello stesso anno, che entrò a far parte della coalizione, precedentemente menzionata, formata da Bergamo, Brescia, Cremona, Mantova e Milano.
Considerando la data del 7 aprile 1167, possiamo quindi affermare che il giuramento di Pontida, anche nel caso in cui sia stato effettivamente sottoscritto, non fu il patto di costituzione della Lega Lombarda, dato che sui documenti storici sono citati almeno due giuramenti precedenti.

### I documenti posteriori

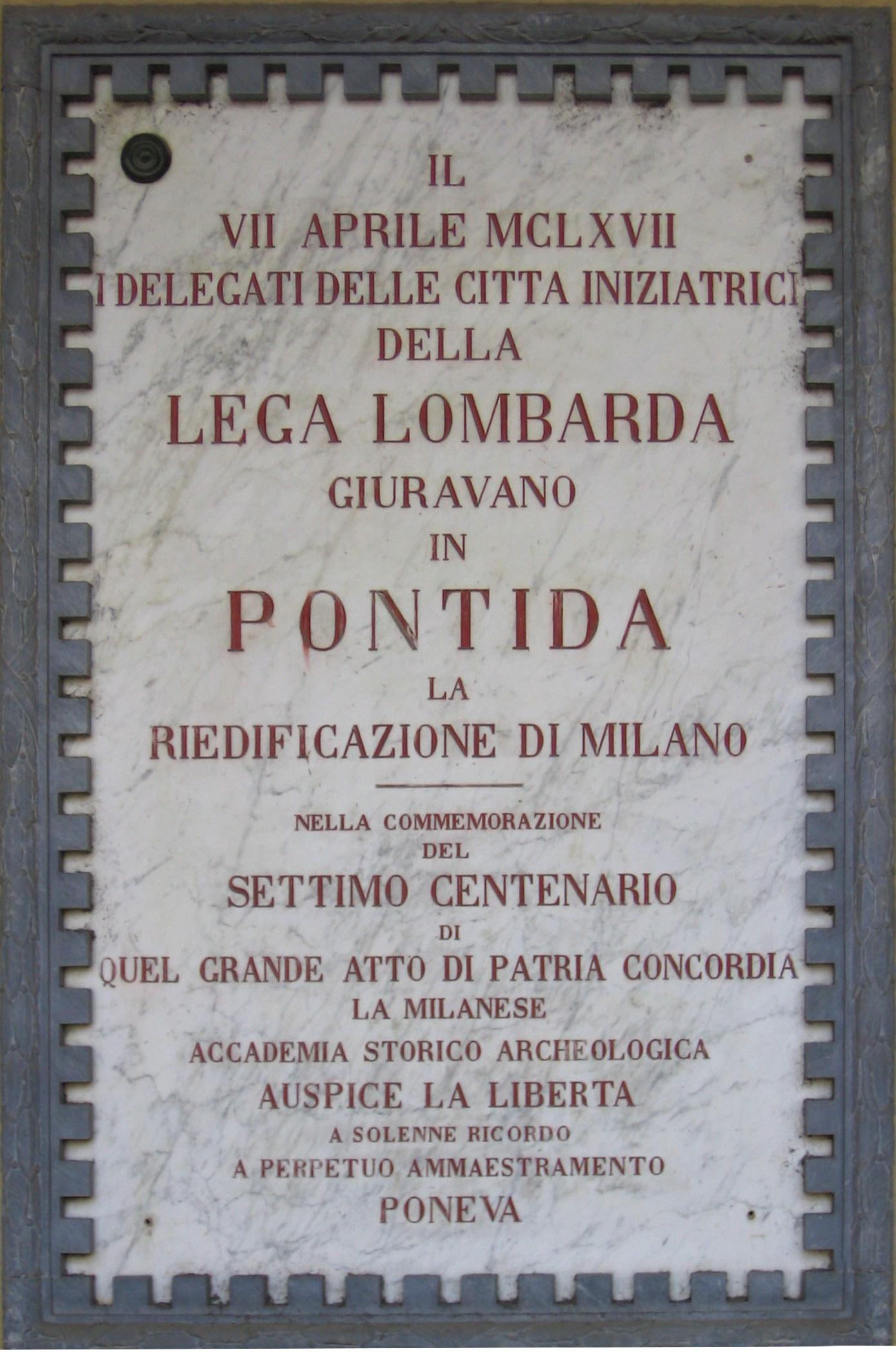
Targa commemorativa del presunto giuramento, che si trova a Pontida

Oltre all'aspetto cronologico, che sembrerebbe dimostrare l'inesistenza del giuramento di Pontida come patto costitutivo della Lega Lombarda a causa dei due accordi sottoscritti prima del 7 aprile 1167, va senz'altro considerata anche la prima menzione dell'accaduto, che è parecchio posteriore. 

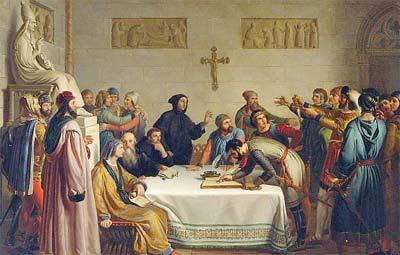
Il giuramento di Pontida in un dipinto del 1836 di Giuseppe Diotti

In particolare, il giuramento di Pontida compare per la prima volta su un documento del 1505 di Bernardino Corio - quindi circa 350 anni dopo la data canonica del 7 aprile 1167 - che è chiamato Historia Patria e che ha come argomento la storia di Milano.
All'Historia Patria di Bernardino Corio si ispirarono poi tutti i documenti successivi che si riferiranno al giuramento di Pontida. Nell'opera di Corio, in particolare, si può leggere:
(Bernardino Corio, Historia Patria)
In uno stralcio del codice del 1584 Successores S. Barnabae Apostoli in Ecclesia Mediolanensi, che si riferisce ad una nota sull'arcivescovo di Milano Umberto Pirovano, è riportato che:
(Successores S. Barnabae Apostoli in Ecclesia Mediolanensi)

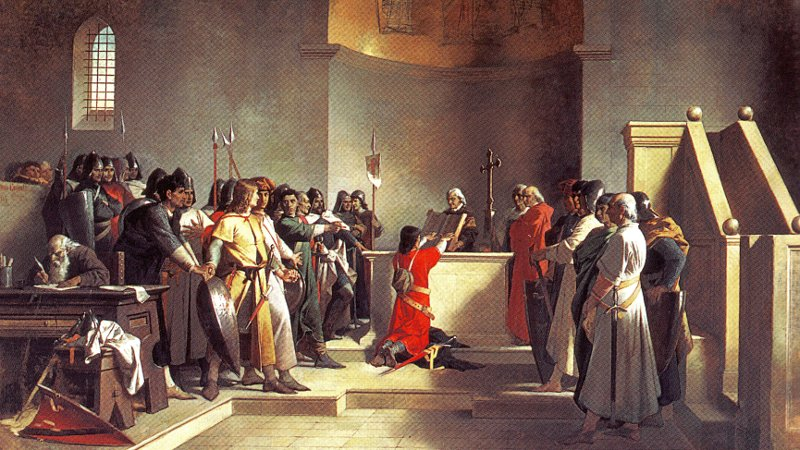
Il giuramento di Pontida in un dipinto del 1885 di Amos Cassioli

In Archiepiscoporum Mediolanensium series historico-chronologica, che fu compilato da Giuseppe Antonio Sassi nel 1755 e che è collegato allo scritto del 1584 precedentemente menzionato, si può invece leggere:
(Giuseppe Antonio Sassi, Archiepiscoporum Mediolanensium series historico-chronologica)

### Ipotesi su un possibile giuramento di Pontida
È però possibile che ci siano stati altri patti siglati dai comuni della Lega Lombarda di cui si è poi persa la traccia documentata. Infatti, nei secoli, sono tanti gli esempi in cui sono serviti diversi incontri per mettere nero su bianco tutti gli aspetti oggetto di una contrattazione: in altre parole, nella storia, difficilmente si è riuscito a definire nel dettaglio un patto o un'alleanza in poche sessioni.
Per quanto riguarda Pontida, va poi osservato il suo stretto legame con Milano: il comune alle porte di Bergamo apparteneva infatti all'arcidiocesi di Milano sebbene fosse compreso, da un punto di vista geografico, nel contado del capoluogo orobico.
Non è quindi escluso che ci sia stato un giuramento anche a Pontida, di cui si sono poi persi i riferimenti sulla documentazione contemporanea.

## Rievocazioni

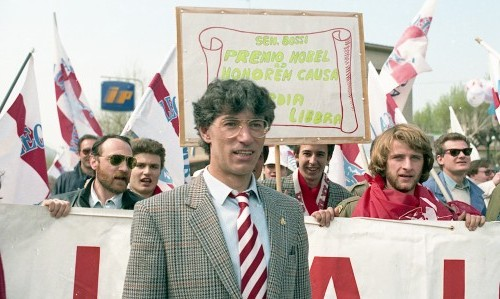
Umberto Bossi al primo raduno leghista di Pontida (1990)

Ogni anno a Pontida, nel mese di giugno, in piazza Giuramento, vengono rievocate, da un centinaio di figuranti in costume, le fasi storiche che portarono alla nascita del patto militare siglato, secondo la tradizione, il 7 aprile 1167. In occasione della rievocazione, vengono anche organizzate manifestazioni ludiche e culturali.
Dal 1990 il partito politico autonomista della Lega Nord organizza annualmente un raduno a Pontida che celebra l'omonimo giuramento medievale. Durante l'evento intervengono gli esponenti politici più importanti del partito fondato da Umberto Bossi. Su un prato lungo la strada statale 342, chiamato "sacro suolo", i neoleghisti si radunano da ogni parte d’Italia ognuno sventolando la bandiera della propria regione assieme al tricolore italiano, essendo ora il partito di carattere nazionale e non più secessionista come ai tempi di Bossi quando la bandiera della Padania era il principale emblema dell’adunata.
In quegli anni infatti il tutto veniva accompagnato dal Va, pensiero di Giuseppe Verdi, inno della pseudo nazione padana ideata da Bossi. Ad oggi, data l’evoluzione del partito con a capo Matteo Salvini da secessionista/regionalista a nazionalista per le autonomie locali, sul grande prato e sulle migliaia di persone riecheggia il Nessun dorma di Giacomo Puccini cantato da Luciano Pavarotti.